# Bataille de Langensalza (1761)
Ne doit pas être confondu avec Bataille de Langensalza.
Guerre de Sept Ans
Batailles
- Minorque (navale) (1756)
- Pirna (1756)
- Lobositz (1756)
- Reichenberg (1757)
- Prague (1757)
- Kolin (1757)
- Hastenbeck (1757)
- Gross-Jägersdorf (1757)
- Moys (1757)
- Rochefort (1757)
- Rossbach (1757)
- Breslau (1757)
- Leuthen (1757)
- Carthagène (navale) (1758)
- Olomouc (1758)
- Saint-Malo (1758)
- Rheinberg (1758)
- Krefeld (1758)
- Domstadl (1758)
- Cherbourg (1758)
- Zorndorf (1758)
- Saint-Cast (1758)
- Tornow (1758)
- Lutzelberg (1758)
- Hochkirch (1758)
- Bergen (1759)
- Kay (1759)
- Minden (1759)
- Kunersdorf (1759)
- Neuwarp (navale) (1759)
- Hoyerswerda (1759)
- Baie de Quiberon (navale) (1759)
- Maxen (1759)
- Meissen (1759)
- Glatz (1760)
- Landshut (1760)
- Corbach (1760)
- Emsdorf (1760)
- Dresde (1760)
- Warburg (1760)
- Liegnitz (1760)
- Rhadern (1760)
- Berlin (1760)
- Kloster Kampen (1760)
- Torgau (1760)
- Belle-Île (1761)
- Langensalza (1761)
- Cassel (1761)
- Grünberg (1761)
- Villinghausen (1761)
- Ölper (1761)
- Kolberg (1761)
- Wilhelmsthal (1762)
- Burkersdorf (1762)
- Lutterberg (1762)
- Reichenbach (1762)
- Almeida (1762)
- Valencia de Alcántara (1762)
- Nauheim (1762)
- Vila Velha de Ródão (1762)
- Cassel (1762)
- Freiberg (1762)

- Jumonville Glen (1754)
- Fort Necessity (1754)
- Fort Beauséjour (1755)
- 8 juin 1755
- Monongahela (1755)
- Petitcoudiac (1755)
- Lac George (1755)
- Fort Bull (1756)
- Fort Oswego (1756)
- Kittanning (1756)
- En raquettes (1757)
- Pointe du Jour du Sabbat (1757)
- Fort William Henry (1757)
- German Flatts (1757)
- Lac Saint-Sacrement (1758)
- Louisbourg (1758)
- Le Cran (1758)
- Fort Carillon (1758)
- Fort Frontenac (1758)
- Fort Duquesne (1758)
- Fort Ligonier (1758)
- Québec (1759)
- Fort Niagara (1759)
- Beauport (1759)
- Plaines d'Abraham (1759)
- Sainte-Foy (1760)
- Neuville (1760)
- Ristigouche (navale) (1760)
- Mille-Îles (1760)
- Signal Hill (1762)

- Cap-Français (1757)
- Martinique (1759)
- Guadeloupe (1759)
- Dominique (1761)
- Martinique (1762)
- Cuba (1762)

- Chandernagor (1757)
- Plassey (1757)
- Gondelour (1758)
- Négapatam (navale) (1758)
- Condore (1758)
- Madras (1758)
- Pondichéry (navale) (1759)
- Masulipatam (1759)
- Chinsurah (1758)
- Wandiwash (1760)
- Pondichéry (1760-1761)
- Manille (1762)

- Saint-Louis (1758)
- Gorée (1758)
- Gambie

La bataille de Langensalza, pendant la guerre de Sept Ans, se déroule près de Langensalza en électorat de Saxe le 15 février 1761.

## Contexte
Après la difficile campagne de 1760,les Autrichiens et les Russes doivent interrompre leurs opérations contre les Prussiens. Frédéric II demande alors à ses alliés anglo-hanovriens, commandés par Ferdinand de Brunswick-Lunebourg, de reprendre l'offensive contre les Français en Hesse et envoie un corps de 7 000 soldats prussiens pour les soutenir. Le 26 janvier 1761, les Français remportent une victoire locale sur les Prussiens à Franckenhausen en Thuringe.

## Déroulement
L’armée prussienne commandée par Friedrich Wilhelm von Syburg fait alors sa jonction avec les Hanovriens commandés par Friedrich von Spörcken (de). Ils rencontrent les forces françaises du comte de Stainville et saxonnes du comte de Solms (de).
Les armées s'affrontent de part et d'autre de la rivière Salza. Les Français, engagés dans une vallée boueuse et détrempée par les pluies, manœuvrent difficilement. Une colonne française s'égare sur un mauvais chemin et doit retraverser la Salza à gué. L'artillerie française, placée trop bas, n'est pas en état de bombarder la cavalerie prussienne manœuvrant par la hauteur.
La bataille se solde par la défaite des forces franco-saxonnes qui perdent près de 2 000 soldats tués ou capturés.

## Conséquences
Ferdinand de Brunswick tente d'exploiter ce succès en venant assiéger Cassel avec 15 000 Hanovriens et, en même temps, entreprend le siège de Ziegenhayn et Marburg. Mais il échoue dans ces trois tentatives et subit une défaite le 21 mars 1761, à la bataille de Grünberg face aux Français du maréchal de Broglie, tandis que Frédéric II, menacé sur son flanc sud par les forces autrichiennes et impériales, n'est pas en mesure d'exploiter les difficultés des Français.
Par ailleurs, la défaite de Langensalza contribue à la baisse de prestige du ministre français Choiseul, frère du comte de Stainville et champion de l'alliance autrichienne.

## Sources
- (en) Thomas Carlyle, Works of Thomas Carlyle, 1891, [lire en ligne]
- Philippe-Henri de Grimoard, Tableau historique et militaire de la vie et du règne de Frédéric le Grand, 1788
- Frédéric II, Œuvres historiques ; Tome IV [V]: Histoire de la guerre de Sept Ans
- Correspondance inédite de Victor-François, duc de Broglie, maréchal de France, t. III, Paris, 1817